# Ahorntal
Ahorntal ist eine Gemeinde im oberfränkischen Landkreis Bayreuth. Der Sitz der Gemeindeverwaltung befindet sich in Kirchahorn. Einen Ort namens Ahorntal gibt es nicht. Die Gemeinde liegt etwa 14 Kilometer südwestlich von der Kreisstadt Bayreuth.

## Geografie

### Geografische Lage
Ahorntal liegt im Becken des Ahorntales und des oberen Ailsbachtales im Naturpark Fränkische Schweiz.

### Gemeindegliederung
Es gibt 26 Gemeindeteile (in Klammern ist der Siedlungstyp angegeben):
- Adlitz (Dorf)
- Brünnberg (Weiler)
- Christanz (Dorf)
- Dentlein (Weiler)
- Eichig (Dorf)
- Freiahorn (Dorf)
- Hintergereuth (Dorf)
- Hundshof (Weiler)
- Hütten (Einöde)
- Kirchahorn (Pfarrdorf)
- Klausstein (Einöde)
- Körzendorf (Dorf)
- Langweil (Einöde)
- Neumühle (Einöde)
- Oberailsfeld (Kirchdorf)
- Pfaffenberg (Dorf)
- Poppendorf (Pfarrdorf)
- Rabenstein (Schloss)
- Reizendorf (Dorf)
- Schöchleinsmühle (Einöde)
- Schweinsmühle (Einöde)
- Volsbach (Pfarrdorf)
- Vordergereuth (Dorf)
- Weiher (Dorf)
- Windmühle (Einöde)
- Wünschendorf (Einöde)
- Zauppenberg (Weiler)

Die Einöde Schöchleinsmühle wurde am 1. März 2020 nach Mistelgau umgegliedert. Fuchshof und Oberailsfelder Mühle gehören zum Gemeindeteil Oberailsfeld. Fuchshof hat die Postleitzahl 91344.
Es gibt auf dem Gemeindegebiet die Gemarkungen Adlitz, Christanz, Freiahorn, Kirchahorn, Körzendorf, Langweiler Wald (Gemarkungsteil 0), Oberailsfeld, Poppendorf, Poppendorfer Wald, Reizendorf und Volsbach.

### Nachbargemeinden
Nachbargemeinden sind (von Norden beginnend im Uhrzeigersinn):
Die Gemeinde Mistelgau, das gemeindefreie Gebiet Glashüttener Forst, die Gemeinden Hummeltal, Pottenstein, Gößweinstein und Waischenfeld.

### Geotope
- Aufschluss im Posidonienschiefer bei Hintergereuth (Geotop-Nummer 472A011).
- Sophienhöhle bei Rabenstein (Schauhöhle) (Geotop-Nummer 472H009).

## Geschichte
Das Gebiet der Gemeinde Ahorntal, die am 1. Januar 1972 im Zuge der Gebietsreform aus den ehemaligen Gemeinden Adlitz, Freiahorn, Kirchahorn (mit der am 1. April 1971 eingegliederten Gemeinde Christanz), Körzendorf, Oberailsfeld, Reizendorf und Volsbach entstand, gehörte verschiedenen Reichsrittern (Kirchahorn: Grafen von Schönborn, Oberailsfeld: Freiherren von Rabenstein). Mit der Rheinbundakte kam das Gebiet 1806 zu Bayern.

### Eingemeindungen
Am 1. Mai 1978 wurde die Gemeinde Poppendorf eingegliedert. Am 1. März 2020 wurden Flurstücke aus dem ehemaligen gemeindefreien Gebiet Langweiler Wald eingegliedert. Aus der Gemeinde Ahorntal wurde der Gemeindeteil Schöchleinsmühle in die Gemeinde Mistelgau eingegliedert.

### Einwohnerentwicklung
Im Zeitraum von 1988 bis 2018 wuchs die Gemeinde von 2073 auf 2162 um 89 Einwohner bzw. um 4,3 %. Ein Höchststand wurde am 31. Dezember 1996 mit 2304 Einwohnern erreicht.
- 1961: 2034 Einwohner
- 1970: 2108 Einwohner
- 1987: 2077 Einwohner
- 1991: 2140 Einwohner
- 1995: 2252 Einwohner
- 2000: 2290 Einwohner
- 2005: 2219 Einwohner
- 2010: 2236 Einwohner
- 2015: 2175 Einwohner
- 2018: 2162 Einwohner

## Politik

### Rathaus

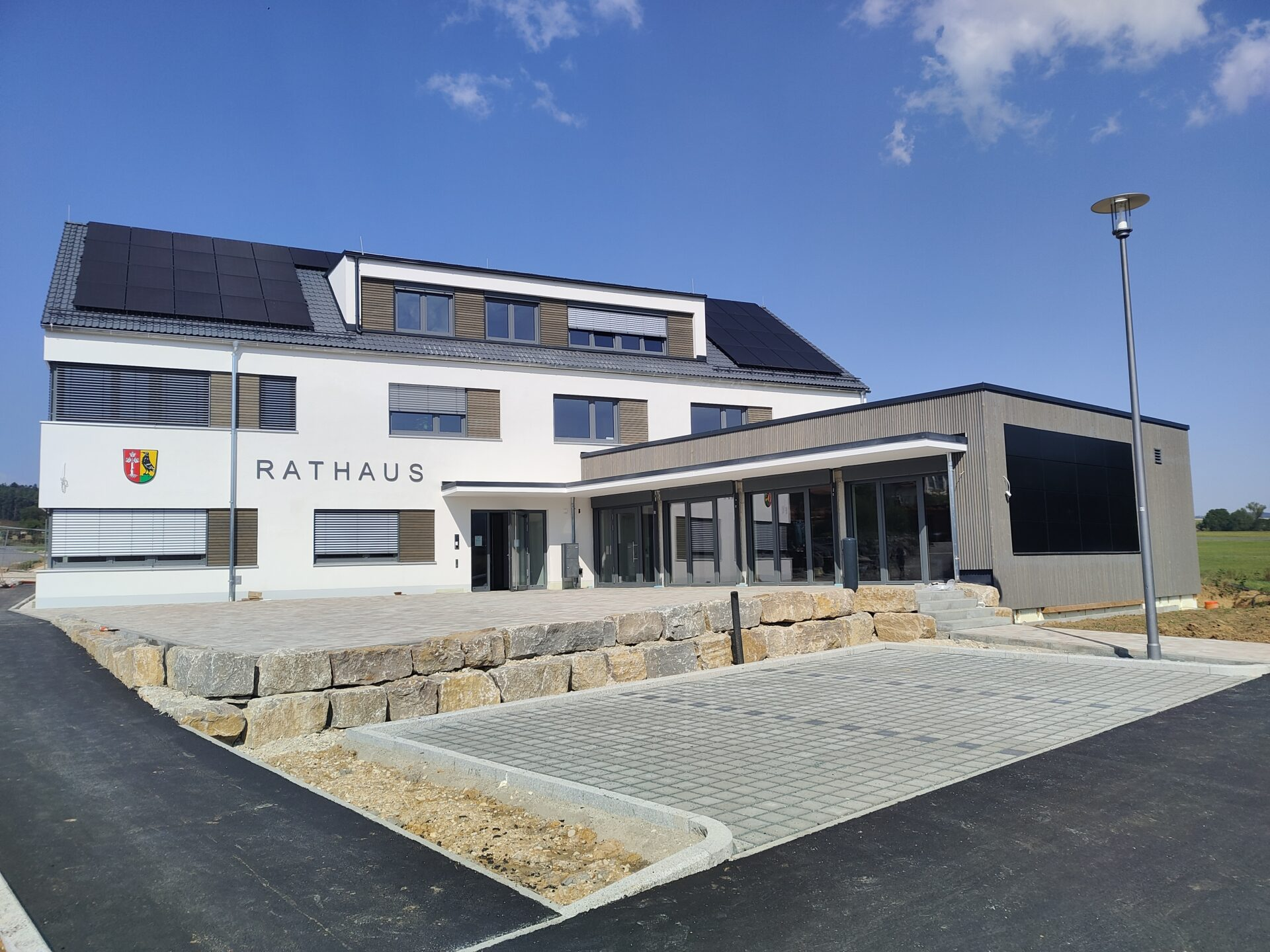
Rathaus der Gemeinde Ahorntal

Die Gemeinde Ahorntal verfügt über ein neu errichtetes Rathaus im Sophienweg, Ortsteil Kirchahorn, welches am 22. September 2024 feierlich eingeweiht wurde. 
Die Errichtung eines neuen Rathauses wurde notwendig, da das alte Rathaus Mitte der 80er Jahre bei einer Sanierung aufgrund von damaligen baulichen Auflagen mit PCB und Lindan kontaminiert wurde.
In einem Bürgerentscheid im Jahr 2018 hatten sich die Ahorntaler Bürger mehrheitlich für einen Neubau ausgesprochen. 
In der Zwischenzeit war die Gemeindeverwaltung sieben Jahre in einer Containeranlage untergebracht.

### Bürgermeister
Erster Bürgermeister ist seit Februar 2019 Florian Questel (Bündnis 90/Die Grünen). Dessen Vorgänger war von 2014 bis zu seinem Rücktritt aus gesundheitlichen Gründen im September 2018 Gerd Hofmann (Freie Bürger Ahorntal, Freie Wählergemeinschaft Ahorntal). Zwischenzeitlich übernahm Johannes Knauer (Christliche Wählerunion) als 2. Bürgermeister die Amtsgeschäfte. Bis 2014 war Herbert Dannhäußer (Christliche Wählerunion) 26 Jahre lang Erster Bürgermeister.

### Gemeinderat
Der Gemeinderat besteht aus 14 Mitgliedern. Die letzten Kommunalwahlen führten zu den folgenden Sitzverteilungen im Gemeinderat:
|                                                              | 2002  | 2008  | 2014  | 2020  |
| ------------------------------------------------------------ | ----- | ----- | ----- | ----- |
| Christlich-Soziale Union (CSU)                               | 3     | 3     | 3     | 2     |
| Bündnis 90/DIE GRÜNEN – Bündnis Zukunft Ahorntal (Grüne/BZA) | n. a. | n. a. | n. a. | 2     |
| Christliche Wählerunion (CWU)                                | 3     | 4     | 3     | 3     |
| Freie Wählergemeinschaft Ahorntal (FWA)                      | 3     | 4     | 3     | 3     |
| Freie Bürger Ahorntal (FBA)                                  | 3     | 3     | 3     | 2     |
| Junge Ahorntaler (JA)                                        | n. a. | n. a. | 2     | 2     |
| Wahlgemeinschaft                                             | 2     | n. a. | n. a. | n. a. |

Kommunalwahl 2020:
- CSU: (2 Sitze: Reinhold Schoberth, Werner Büttner)
- Grüne/BZA: (2 Sitze: Erwin Neuner, Albin Engelhardt-Friebe)
- CWU (3 Sitze: Sebastian Knauer, Martin Thiem, Johannes Knauer)
- FWA (3 Sitze: Daniel Hofmann, Reinhold Haas, Manfred Richter)
- FBA (2 Sitze: Peter Thiem, Jennifer Kaiser)
- JA (2 Sitze: Alexander Brendel, Christian Rühr)

### Wappen und Flagge
|  | Blasonierung: „Gespalten von Rot und Gold; vorne ein silberner Ahornbaum mit drei Blättern; hinten auf grünem Dreiberg ein Rabe.“ |
|  | |

Die Flagge ist weiß-rot mit aufgelegtem Gemeindewappen.

## Kultur und Sehenswürdigkeiten

### Religion

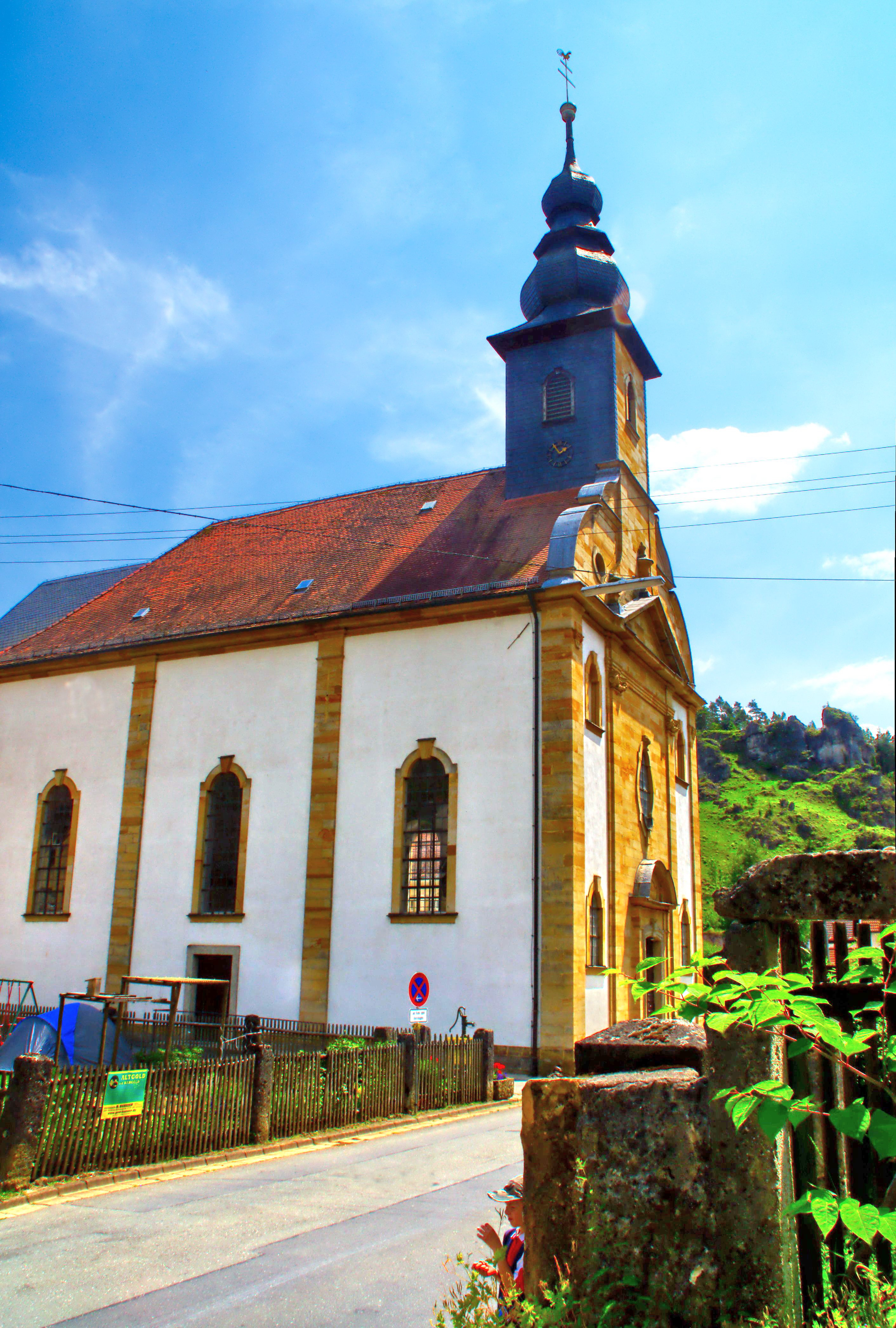
Kirche Oberailsfeld

Ahorntal ist überwiegend römisch-katholisch. Die alljährlich stattfindende Lichterprozession in Oberailsfeld am 20. Dezember und in Volsbach am 23. Dezember sind sehenswerte Ereignisse. Es gibt mehrere Kirchen in den Ortsteilen.

#### Katholische Kirchen
- Kirchahorn (Heilig Kreuz)
- Oberailsfeld (St. Burkard)
- Poppendorf (St. Ulrich)
- Volsbach (Mariä Geburt)
- Adlitz (Marienkapelle)
- Freiahorn (Kapelle)
- Körzendorf (Kapelle Mariä Aufnahme in den Himmel)
- Poppendorf (Kapelle St. Josef)

#### Evangelische Kirchen
- Klausstein-Kapelle (St. Nikolaus)
- Kirchahorn (St. Michaels- und Jakobuskirche)

### Sehenswürdigkeiten

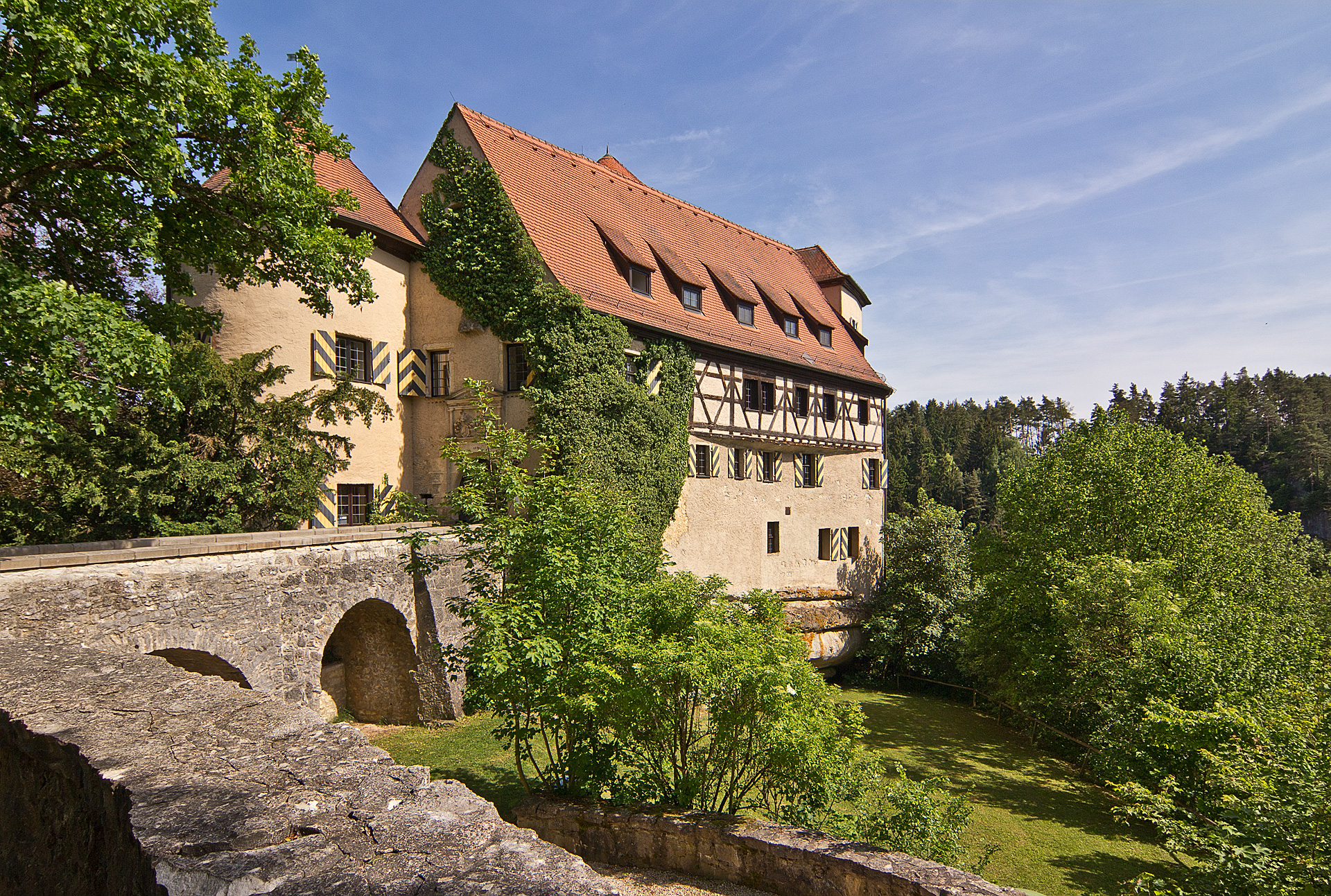
Burg Rabenstein

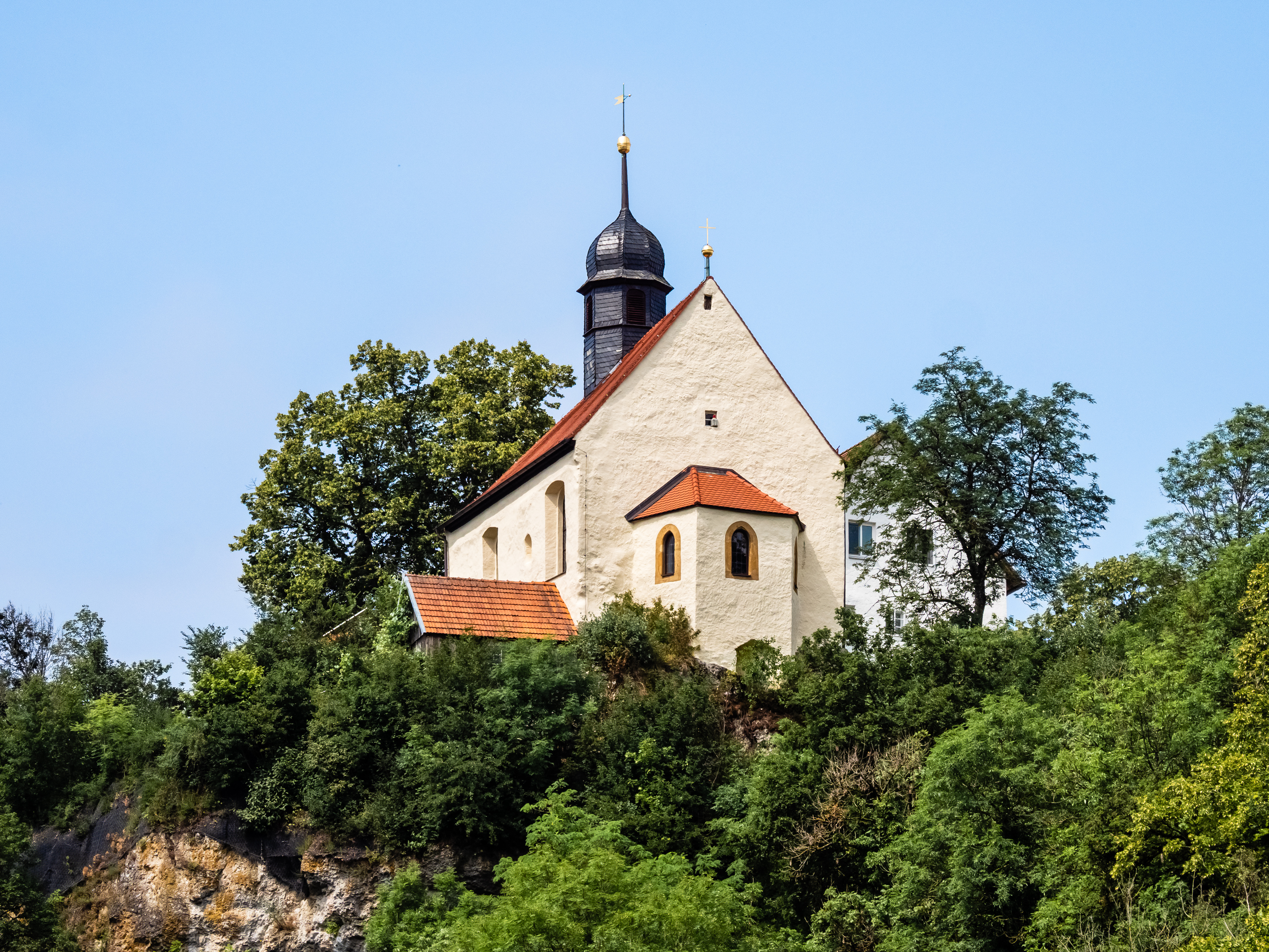
Klaussteinkapelle im Ailsbachtal

- In Ahorntal gibt es die Sophienhöhle unter der Burgstelle der ehemaligen Burg Ahorn und die Ludwigshöhle, auch Kühloch genannt. Erstere kann mit Führungen besucht werden. Sie gilt als eine der schönsten Tropfsteinhöhlen von Deutschland. Letztere ist frei zugänglich und befindet sich an der gegenüberliegenden Talseite.
- Die Burg Rabenstein[15] ist mit der Sophienhöhle in Privatbesitz.

Auf dem Burggelände befindet sich die Falknerei Burg Rabenstein mit einem Greifvogel- und Eulenpark. Dort werden auch Flugvorführungen durchführt.
- Die Landschaft (Frankenjura) bietet sich zum Wandern und Klettern an.[17][18]
- Das Schloss Adlitz und das Schloss im Ortsteil Weiher sind in Privatbesitz und können nicht besichtigt werden.
- Die römisch-katholische Kirche Mariä Geburt im Ortsteil Volsbach.

## Wirtschaft und Infrastruktur

### Wirtschaft einschließlich Land- und Forstwirtschaft
1998 gab es im Bereich der Land- und Forstwirtschaft keine, im produzierenden Gewerbe 112 und im Bereich Handel und Verkehr 55 sozialversicherungspflichtig Beschäftigte am Arbeitsort. In sonstigen Wirtschaftsbereichen waren am Arbeitsort keine Personen sozialversicherungspflichtig beschäftigt. Beschäftigte am Wohnort gab es 753. Im verarbeitenden Gewerbe (sowie Bergbau und Gewinnung von Steinen und Erden) gab es einen, im Bauhauptgewerbe fünf Betriebe. Im Jahr 1999 gab es 145 landwirtschaftliche Betriebe mit einer landwirtschaftlich genutzten Fläche von 1983 Hektar. Davon waren 832 Hektar Ackerfläche und 1146 Hektar Dauergrünfläche.

### Brauereien
Im Gemeindegebiet Ahorntal gibt es die Brauerei Held-Bräu in Oberailsfeld seit 1680, Brauerei Stöckel in Hintergereuth seit 1866 und die Nanni-Bräu in Freiahorn seit 2008.

### Bildung
1999 gab es folgende Einrichtungen:
- Kindergarten St. Burkard[19] mit 75 Kindergartenplätzen, Träger ist die Katholische Kirchenstiftung Oberailsfeld
- Grundschule[20] mit sechs Lehrern und 135 Schülern

## Persönlichkeiten

### Söhne und Töchter der Gemeinde
- Burchard II. von Ahorn († 1149), Bischof von Worms (1115–1149)
- Franz Schrüfer (1823–1909), Schachkomponist

## Sonstiges
Mit der Wahl Florian Questels im Februar 2019 hat Ahorntal den ersten „grünen“ Bürgermeister Oberfrankens.